# Campionat del món de ciclisme en pista de 1959
El Campionat Mundial de Ciclisme en Pista de 1959 es va celebrar a Amsterdam (Països Baixos) del 8 al 13 d'agost de 1959. Les competicions es van celebrar a l'Estadi Olímpic d'Amsterdam. En total es va competir en 8 disciplines, 6 de masculines i 2 de femenines.

## Resultats

### Masculí

#### Professional
| Prova                 | Or                        | Argent                   | Bronze                       |
| Velocitat individual  | Antonio Maspes · Itàlia   | Michel Rousseau · França | Jan Derksen · Països Baixos  |
| Persecució individual | Roger Rivière · França    | Albert Bouvet · França   | Jean Brankart · Bèlgica      |
| Darrere moto          | Guillem Timoner · Espanya | Walter Bucher · Suïssa   | Norbert Koch · Països Baixos |

#### Amateur
| Prova                 | Or                                   | Argent                     | Bronze                 |
| Velocitat individual  | Valentino Gasparella · Itàlia        | Sante Gaiardoni · Itàlia   | André Gruchet · França |
| Persecució individual | Rudi Altig · RFA                     | Mario Vallotto · Itàlia    | Willy Trepp · Suïssa   |
| Darrere moto          | Arie van Houwelingen · Països Baixos | Bernard Deconinck · França | Lothar Meister · RDA   |

### Femení
| Prova                 | Or                                  | Argent                                 | Bronze                               |
| Velocitat individual  | Galina Ermolaeva · Unió Soviètica · | Valentina Maksímova · Unió Soviètica · | Jean Dunn · Regne Unit               |
| Persecució individual | Beryl Burton · Regne Unit ·         | Elsy Jacobs · Luxemburg ·              | Ludmilla Kotchetova · Unió Soviètica |

## Medaller
| Pos. | País           | Or | Plata | Bronze | Total |
| 1    | Itàlia         | 2  | 2     | 0      | 4     |
| 2    | França         | 1  | 3     | 1      | 5     |
| 3    | Unió Soviètica | 1  | 1     | 1      | 3     |
| 4    | Països Baixos  | 1  | 0     | 2      | 3     |
| 5    | Regne Unit     | 1  | 0     | 1      | 2     |
| 6    | Espanya        | 1  | 0     | 0      | 1     |
| 6    | RFA            | 1  | 0     | 0      | 1     |
| 8    | Suïssa         | 0  | 1     | 1      | 2     |
| 9    | Luxemburg      | 0  | 1     | 0      | 1     |
| 10   | RDA            | 0  | 0     | 1      | 1     |
| 10   | Bèlgica        | 0  | 0     | 1      | 1     |
|      | TOTAL          | 8  | 8     | 8      | 24    |